# فوج المدفعية الميدانية السادس (الولايات المتحدة)
فوج المدفعية الميدانية السادسة هو فرع من المدفعية الميدانية التابع لجيش الولايات المتحدة تم تنشيطه لأول مرة في عام 1907 من شركات المدفعية المرقمة. تم تنظيمه لأول مرة مع كتيبتين.